# Condado de Linn (Kansas)
O Condado de Linn é um dos 105 condados do estado americano de Kansas. A sede do condado é Mound City, e sua maior cidade é Pleasanton. O condado possui uma área de 1 570 km² (dos quais 20 km² estão cobertos por água), uma população de 9 570 habitantes, e uma densidade populacional de 6 hab/km² (segundo o censo nacional de 2000). O condado foi fundado em 26 de fevereiro de 1867.